# Sunifred II (bisbe de Girona)
Sunifred II fou bisbe de Girona en una data imprecisa a mitjans del segle x. Flórez cita com l'any 922 apareix com a ardiaca de catedral de Girona un Sunifred i el fa germà de Gotmar II i d'altres que feren serveis per al Rei Carles el Calb, juntament amb el bisbe Guiu. Sent germans l'ardiaca i el canonge, opina Flórez, que hauria recaigut el bisbat primer en aquest i després sobre l'ardiaca (951-954).
En una revisió recent de la cronologia episcopal i basant-se en un document sobre una donació del comte de Barcelona i Girona Sunyer d'un alou a Sant Martí de Calonge que havia pertangut al bisbe Sunifred ja difunt en data de la donació (16 d'abril de 945), Ordeig situa el seu episcopat en dates anteriors a les de Flórez, entre Guigó i Gotmar II (~940-943) reformulant altres cronologies anteriors més conservadores.